# Stefan Golubović
Stefan Golubović (Kirin Serbia: Стефан Голубовић; sinh 1 tháng 8 năm 1996) là một tiền đạo bóng đá Serbia thi đấu cho Mladost Lučani.